# Космос-2266
Космос-2266 је један од преко 2400 совјетских вјештачких сателита лансираних у оквиру програма Космос.
Космос-2266 је лансиран са космодрома Плесецк, Русија, 2. новембра 1993. Ракета-носач Космос је поставила сателит у орбиту око планете Земље. Маса сателита при лансирању је износила 825 килограма. Космос-2266 је био војни навигациони сателит.